# Denkmal der Aufständischen der Mordechaj-Anielewicz-Abteilung der Volksgarde in Warschau

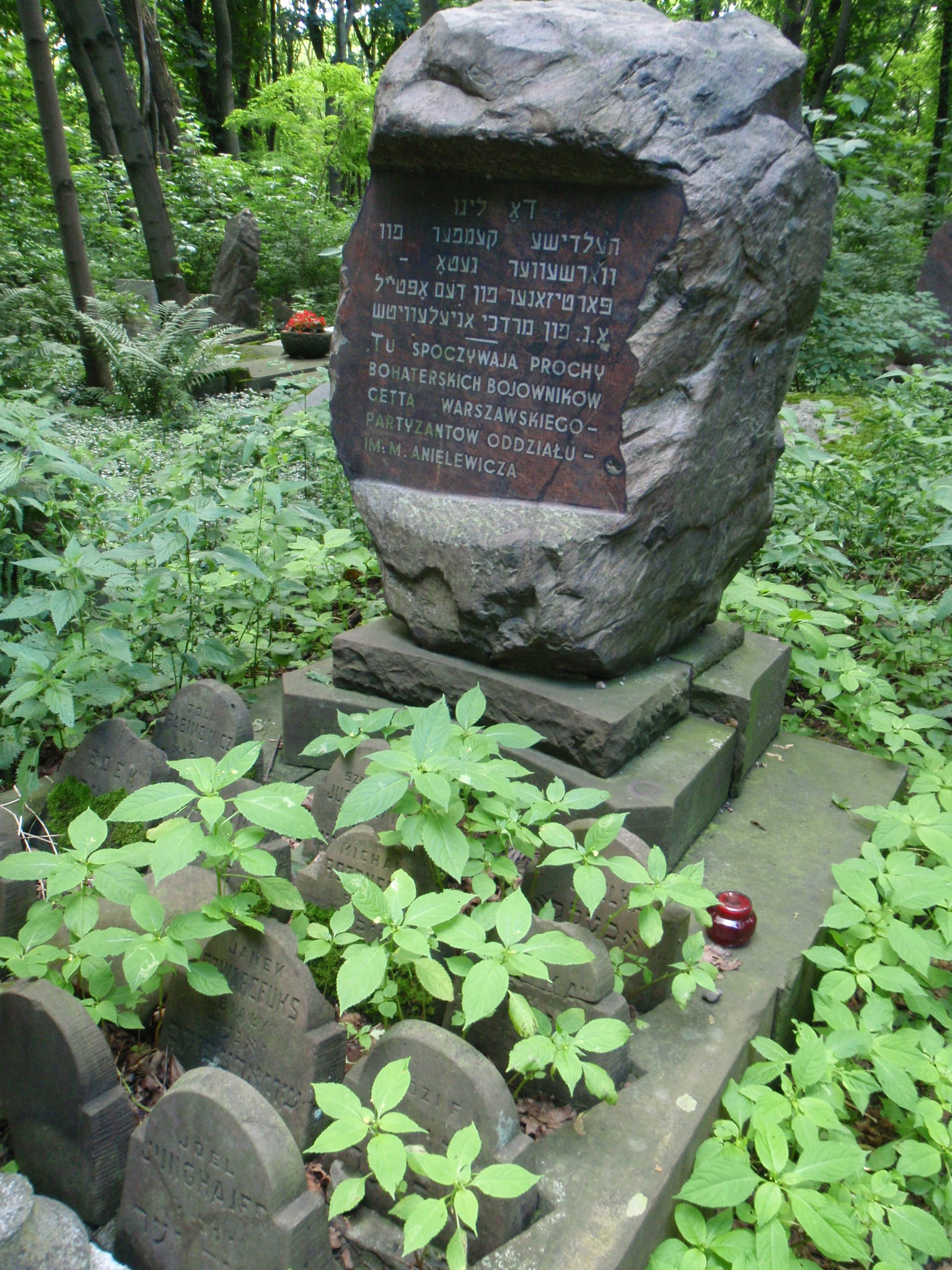
Denkmal der Aufständischen der Mordechaj-Anielewicz-Abteilung der Volksgarde in Warschau (2010)

Das Denkmal der Aufständischen der Mordechaj-Anielewicz-Abteilung der Volksgarde in Warschau (polnisch Pomnik partyzantów oddziału GL im. Mordechaja Anielewicza w Warszawie) ist ein Mahnmal auf dem jüdischen Friedhof an der Okopowa-Straße in Warschau, das den Aufständischen im Warschauer Ghetto gewidmet ist, die bei den Deutschen denunziert und infolgedessen in Krawcowizna, einer Ortschaft in Masowien, ermordet wurden.

## Beschreibung
Das schlichte Denkmal befindet sich in der Hauptallee des Friedhofs (Gräberfeld 31, Reihe 3). Es besteht aus einem Stein mit einer Gedenktafel und aus drei Reihen mit je vier Tafeln aus rotem Sandstein. Diese Tafeln sind mit den Vor- und Nachnamen oder Decknamen der Getöteten versehen: Adek Jankielewicz, Szmulek Juszkiewicz, Joel Junghajer, Józef Papier, Tola Rabinowicz, Michał Rozenfeld, Janek Szwarcfus, Chaim – Deckname Cyrenaika, N.N. – Deckname Edek, N.N. – Deckname Rachelka, N.N. – Deckname Rutka, N.N. – Deckname Stefan.
Das Denkmal steht auf dem Grab von zwölf jüdischen Kämpfern, die sich nach dem Zusammenbruch des Aufstandes im Warschauer Ghetto in den Wäldern von Wyszków versteckt hatten. Dort schlossen sie sich der Gruppe von Adam Szwarcfus – „Janek“ an, die zur Mordechaj-Anielewicz-Abteilung der Gwardia Ludowa („Volksgarde“) gehörte. Im August 1943 störten sie den deutschen Eisenbahnverkehr bei Urle. Nach dem gelungenen Einsatz zogen sie sich nach Kracowizna zurück: Dort wurden sie von einem deutschen Trupp, der vom örtlichen Förster informiert worden war, eingekreist. Nur zwei der Aufständischen überlebten das anschließende Feuergefecht.
Der Förster wurde nach dem Krieg für seine Tat zum Tode verurteilt. Andere Gruppen der Anielewicz-Abteilung wurden in den Jahren 1943 und 1944 unter anderem durch die Abteilungen der Nationalen Streitkräfte (Narodowe Siły Zbrojne) ermordet.